# طبقة دوا

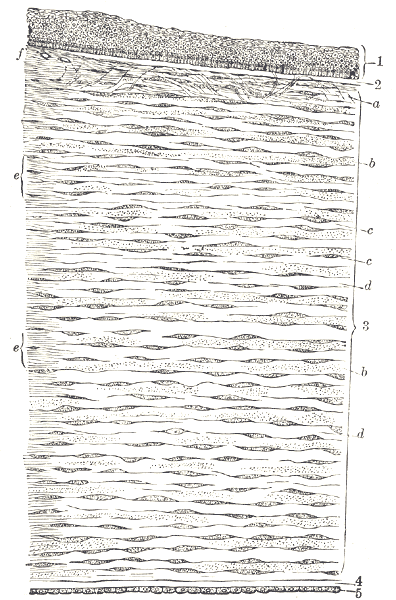

طبقة دوا (بالإنجليزية: Dua's layer)‏ هي طبقة سادسة في قرنية العين وسُميت على اسم الباحث الذي قام باكتشافها البروفيسور هارميندر دوا مع مجموعة من الباحثون البريطانيون في جامعة نوتنغهام سنة 2013. يَبلغ سُمك الطبقة 15 ميكرومتر (0.00059 بوصة)، وترتيبها يكون الرابع بين طبقات القرنية. أُعلن عن اكتشاف الطبقة في دراسة نُشرت في مجلة طب العيون، حيثُ يمكن أن تساعد الجراحين بشكل كبير في تحسين نتائج عمليات زراعة وترقيع القرنية. هذه الطبقة متينة بشكل كبير وقوية بما فيه الكفاية لمقاومة 1.5 إلى 2 بار من الضغط.
اكتشاف هذه الطبقة سيجعل العمليات أسهل وأكثر أماناً، كما أنه يحدد العديد من أعراض أمراض القرنية، مثل انتفاخ القرنية الذي يحصل بسبب تراكم السوائل لدى المرضى ذوي القرنية المخروطية، فقد رجح الباحثون أن سبب حدوثه يرجع إلى شق وتمزق في طبقة «دوا» الحديثة.